# Eletti alla Camera dei deputati nelle elezioni politiche italiane del 2008
Questo elenco riporta i nomi dei deputati della XVI legislatura della Repubblica Italiana dopo le elezioni politiche del 2008, suddivisi per circoscrizione.
| Circoscrizione                          | Lista                                     | Eletto                             | Note                                                                                        |
| --------------------------------------- | ----------------------------------------- | ---------------------------------- | ------------------------------------------------------------------------------------------- |
| I - Piemonte 1                          | Partito Democratico                       | Piero Fassino                      |                                                                                             |
| I - Piemonte 1                          | Partito Democratico                       | Antonio Boccuzzi                   |                                                                                             |
| I - Piemonte 1                          | Partito Democratico                       | Anna Rossomando                    |                                                                                             |
| I - Piemonte 1                          | Partito Democratico                       | Giorgio Merlo                      |                                                                                             |
| I - Piemonte 1                          | Partito Democratico                       | Marco Calgaro                      |                                                                                             |
| I - Piemonte 1                          | Partito Democratico                       | Gianni Vernetti                    |                                                                                             |
| I - Piemonte 1                          | Partito Democratico                       | Stefano Esposito                   |                                                                                             |
| I - Piemonte 1                          | Partito Democratico                       | Giacomo Antonio Portas             |                                                                                             |
| I - Piemonte 1                          | Partito Democratico                       | Mimmo Lucà                         |                                                                                             |
| I - Piemonte 1                          | Popolo della Libertà                      | Guido Crosetto                     |                                                                                             |
| I - Piemonte 1                          | Popolo della Libertà                      | Margherita Boniver                 |                                                                                             |
| I - Piemonte 1                          | Popolo della Libertà                      | Maurizio Leo                       |                                                                                             |
| I - Piemonte 1                          | Popolo della Libertà                      | Osvaldo Napoli                     |                                                                                             |
| I - Piemonte 1                          | Popolo della Libertà                      | Maria Grazia Siliquini             |                                                                                             |
| I - Piemonte 1                          | Popolo della Libertà                      | Benedetto Della Vedova             |                                                                                             |
| I - Piemonte 1                          | Popolo della Libertà                      | Manuela Repetti                    |                                                                                             |
| I - Piemonte 1                          | Popolo della Libertà                      | Agostino Ghiglia                   | In sostituzione di Silvio Berlusconi che ha optato per altra circoscrizione                 |
| I - Piemonte 1                          | Popolo della Libertà                      | Enrico Pianetta                    | In sostituzione di Gianfranco Fini che ha optato per altra circoscrizione                   |
| I - Piemonte 1                          | Lega Nord                                 | Stefano Allasia                    |                                                                                             |
| I - Piemonte 1                          | Lega Nord                                 | Renato Walter Togni                | In sostituzione di Umberto Bossi che ha optato per altra circoscrizione                     |
| I - Piemonte 1                          | Lega Nord                                 | Elena Maccanti                     | In sostituzione di Roberto Cota che ha optato per altra circoscrizione                      |
| I - Piemonte 1                          | Italia dei Valori                         | Giuseppe Giulietti                 |                                                                                             |
| I - Piemonte 1                          | Italia dei Valori                         | Gaetano Porcino                    | In sostituzione di Antonio Di Pietro che ha optato per altra circoscrizione                 |
| I - Piemonte 1                          | Unione di Centro                          | Michele Giuseppe Vietti            | In sostituzione di Pier Ferdinando Casini che ha optato per altra circoscrizione            |
| II - Piemonte 2                         | Popolo della Libertà                      | Lucio Stanca                       |                                                                                             |
| II - Piemonte 2                         | Popolo della Libertà                      | Marco Zacchera                     |                                                                                             |
| II - Piemonte 2                         | Popolo della Libertà                      | Maria Teresa Armosino              |                                                                                             |
| II - Piemonte 2                         | Popolo della Libertà                      | Enrico Costa                       |                                                                                             |
| II - Piemonte 2                         | Popolo della Libertà                      | Alessandro Ruben                   |                                                                                             |
| II - Piemonte 2                         | Popolo della Libertà                      | Giuseppe Vegas                     |                                                                                             |
| II - Piemonte 2                         | Popolo della Libertà                      | Roberto Rosso                      |                                                                                             |
| II - Piemonte 2                         | Popolo della Libertà                      | Franco Stradella                   |                                                                                             |
| II - Piemonte 2                         | Popolo della Libertà                      | Gianni Mancuso                     | In sostituzione di Silvio Berlusconi che ha optato per altra circoscrizione                 |
| II - Piemonte 2                         | Popolo della Libertà                      | Gaetano Nastri                     | In sostituzione di Gianfranco Fini che ha optato per altra circoscrizione                   |
| II - Piemonte 2                         | Partito Democratico                       | Luigi Bobba                        |                                                                                             |
| II - Piemonte 2                         | Partito Democratico                       | Cesare Damiano                     |                                                                                             |
| II - Piemonte 2                         | Partito Democratico                       | Mario Lovelli                      |                                                                                             |
| II - Piemonte 2                         | Partito Democratico                       | Mario Barbi                        |                                                                                             |
| II - Piemonte 2                         | Partito Democratico                       | Massimo Fiorio                     |                                                                                             |
| II - Piemonte 2                         | Partito Democratico                       | Elisabetta Rampi                   |                                                                                             |
| II - Piemonte 2                         | Lega Nord                                 | Roberto Cota                       |                                                                                             |
| II - Piemonte 2                         | Lega Nord                                 | Gianluca Buonanno                  |                                                                                             |
| II - Piemonte 2                         | Lega Nord                                 | Roberto Simonetti                  |                                                                                             |
| II - Piemonte 2                         | Lega Nord                                 | Maria Piera Pastore                |                                                                                             |
| II - Piemonte 2                         | Lega Nord                                 | Sebastiano Fogliato                | In sostituzione di Umberto Bossi che ha optato per altra circoscrizione                     |
| II - Piemonte 2                         | Unione di Centro                          | Teresio Delfino                    | In sostituzione di Pier Ferdinando Casini che ha optato per altra circoscrizione            |
| II - Piemonte 2                         | Italia dei Valori                         | Renato Cambursano                  | In sostituzione di Antonio Di Pietro che ha optato per altra circoscrizione                 |
| III - Lombardia 1                       | Popolo della Libertà                      | Ignazio La Russa                   |                                                                                             |
| III - Lombardia 1                       | Popolo della Libertà                      | Stefania Gabriella Anastasia Craxi |                                                                                             |
| III - Lombardia 1                       | Popolo della Libertà                      | Gianfranco Rotondi                 |                                                                                             |
| III - Lombardia 1                       | Popolo della Libertà                      | Andrea Ronchi                      |                                                                                             |
| III - Lombardia 1                       | Popolo della Libertà                      | Mario Valducci                     |                                                                                             |
| III - Lombardia 1                       | Popolo della Libertà                      | Paolo Romani                       |                                                                                             |
| III - Lombardia 1                       | Popolo della Libertà                      | Maurizio Lupi                      |                                                                                             |
| III - Lombardia 1                       | Popolo della Libertà                      | Luigi Casero                       |                                                                                             |
| III - Lombardia 1                       | Popolo della Libertà                      | Francesco Colucci                  |                                                                                             |
| III - Lombardia 1                       | Popolo della Libertà                      | Gaetano Pecorella                  |                                                                                             |
| III - Lombardia 1                       | Popolo della Libertà                      | Paola Frassinetti                  |                                                                                             |
| III - Lombardia 1                       | Popolo della Libertà                      | Valentina Aprea                    |                                                                                             |
| III - Lombardia 1                       | Popolo della Libertà                      | Mariella Bocciardo                 |                                                                                             |
| III - Lombardia 1                       | Popolo della Libertà                      | Elena Centemero                    | In sostituzione di Silvio Berlusconi che ha optato per altra circoscrizione                 |
| III - Lombardia 1                       | Popolo della Libertà                      | Riccardo De Corato                 | In sostituzione di Gianfranco Fini che ha optato per altra circoscrizione                   |
| III - Lombardia 1                       | Popolo della Libertà                      | Giorgio Clelio Stracquadanio       | In sostituzione di Cristiana Muscardini che ha optato per la carica di parlamentare europeo |
| III - Lombardia 1                       | Partito Democratico                       | Matteo Colaninno                   |                                                                                             |
| III - Lombardia 1                       | Partito Democratico                       | Linda Lanzillotta                  |                                                                                             |
| III - Lombardia 1                       | Partito Democratico                       | Barbara Pollastrini                |                                                                                             |
| III - Lombardia 1                       | Partito Democratico                       | Erminio Angelo Quartiani           |                                                                                             |
| III - Lombardia 1                       | Partito Democratico                       | Enrico Farinone                    |                                                                                             |
| III - Lombardia 1                       | Partito Democratico                       | Furio Colombo                      |                                                                                             |
| III - Lombardia 1                       | Partito Democratico                       | Emilia Grazia De Biasi             |                                                                                             |
| III - Lombardia 1                       | Partito Democratico                       | Emanuele Fiano                     |                                                                                             |
| III - Lombardia 1                       | Partito Democratico                       | Vinicio Giuseppe Guido Peluffo     |                                                                                             |
| III - Lombardia 1                       | Partito Democratico                       | Alessia Maria Mosca                |                                                                                             |
| III - Lombardia 1                       | Partito Democratico                       | Roberto Zaccaria                   |                                                                                             |
| III - Lombardia 1                       | Partito Democratico                       | Lino Duilio                        |                                                                                             |
| III - Lombardia 1                       | Partito Democratico                       | Pierluigi Mantini                  | In sostituzione di Walter Veltroni che ha optato per altra circoscrizione                   |
| III - Lombardia 1                       | Lega Nord                                 | Umberto Bossi                      |                                                                                             |
| III - Lombardia 1                       | Lega Nord                                 | Giancarlo Giorgetti                |                                                                                             |
| III - Lombardia 1                       | Lega Nord                                 | Ettore Pirovano                    |                                                                                             |
| III - Lombardia 1                       | Lega Nord                                 | Paolo Grimoldi                     |                                                                                             |
| III - Lombardia 1                       | Lega Nord                                 | Matteo Salvini                     |                                                                                             |
| III - Lombardia 1                       | Lega Nord                                 | Giacomo Chiappori                  |                                                                                             |
| III - Lombardia 1                       | Lega Nord                                 | Claudio D'Amico                    |                                                                                             |
| III - Lombardia 1                       | Lega Nord                                 | Laura Molteni                      |                                                                                             |
| III - Lombardia 1                       | Italia dei Valori                         | Gabriele Cimadoro                  | In sostituzione di Antonio Di Pietro che ha optato per altra circoscrizione                 |
| III - Lombardia 1                       | Italia dei Valori                         | Anita Di Giuseppe                  | In sostituzione di Silvana Mura che ha optato per altra circoscrizione                      |
| III - Lombardia 1                       | Unione di Centro                          | Bruno Tabacci                      |                                                                                             |
| IV - Lombardia 2                        | Popolo della Libertà                      | Giulio Tremonti                    |                                                                                             |
| IV - Lombardia 2                        | Popolo della Libertà                      | Mariastella Gelmini                |                                                                                             |
| IV - Lombardia 2                        | Popolo della Libertà                      | Raffaello Vignali                  |                                                                                             |
| IV - Lombardia 2                        | Popolo della Libertà                      | Mirko Tremaglia                    |                                                                                             |
| IV - Lombardia 2                        | Popolo della Libertà                      | Gregorio Fontana                   |                                                                                             |
| IV - Lombardia 2                        | Popolo della Libertà                      | Stefano Saglia                     |                                                                                             |
| IV - Lombardia 2                        | Popolo della Libertà                      | Antonio Palmieri                   |                                                                                             |
| IV - Lombardia 2                        | Popolo della Libertà                      | Adriano Paroli                     |                                                                                             |
| IV - Lombardia 2                        | Popolo della Libertà                      | Laura Ravetto                      |                                                                                             |
| IV - Lombardia 2                        | Popolo della Libertà                      | Viviana Beccalossi                 |                                                                                             |
| IV - Lombardia 2                        | Popolo della Libertà                      | Giuseppe Romele                    |                                                                                             |
| IV - Lombardia 2                        | Popolo della Libertà                      | Giorgio Jannone                    |                                                                                             |
| IV - Lombardia 2                        | Popolo della Libertà                      | Massimo Maria Berruti              |                                                                                             |
| IV - Lombardia 2                        | Popolo della Libertà                      | Antonio Angelucci                  | In sostituzione di Silvio Berlusconi che ha optato per altra circoscrizione                 |
| IV - Lombardia 2                        | Popolo della Libertà                      | Renato Farina                      | In sostituzione di Gianfranco Fini che ha optato per altra circoscrizione                   |
| IV - Lombardia 2                        | Partito Democratico                       | Enrico Letta                       |                                                                                             |
| IV - Lombardia 2                        | Partito Democratico                       | Paolo Corsini                      |                                                                                             |
| IV - Lombardia 2                        | Partito Democratico                       | Paola Binetti                      |                                                                                             |
| IV - Lombardia 2                        | Partito Democratico                       | Antonio Misiani                    |                                                                                             |
| IV - Lombardia 2                        | Partito Democratico                       | Daniele Marantelli                 |                                                                                             |
| IV - Lombardia 2                        | Partito Democratico                       | Giovanni Sanga                     |                                                                                             |
| IV - Lombardia 2                        | Partito Democratico                       | Lucia Codurelli                    |                                                                                             |
| IV - Lombardia 2                        | Partito Democratico                       | Renzo Lusetti                      |                                                                                             |
| IV - Lombardia 2                        | Partito Democratico                       | Pierangelo Ferrari                 |                                                                                             |
| IV - Lombardia 2                        | Partito Democratico                       | Chiara Braga                       |                                                                                             |
| IV - Lombardia 2                        | Lega Nord                                 | Roberto Maroni                     |                                                                                             |
| IV - Lombardia 2                        | Lega Nord                                 | Giacomo Stucchi                    |                                                                                             |
| IV - Lombardia 2                        | Lega Nord                                 | Davide Carlo Caparini              |                                                                                             |
| IV - Lombardia 2                        | Lega Nord                                 | Marco Giovanni Reguzzoni           |                                                                                             |
| IV - Lombardia 2                        | Lega Nord                                 | Daniele Molgora                    |                                                                                             |
| IV - Lombardia 2                        | Lega Nord                                 | Nicola Molteni                     |                                                                                             |
| IV - Lombardia 2                        | Lega Nord                                 | Marco Rondini                      |                                                                                             |
| IV - Lombardia 2                        | Lega Nord                                 | Carolina Lussana                   |                                                                                             |
| IV - Lombardia 2                        | Lega Nord                                 | Silvana Andreina Comaroli          |                                                                                             |
| IV - Lombardia 2                        | Lega Nord                                 | Jonny Crosio                       |                                                                                             |
| IV - Lombardia 2                        | Lega Nord                                 | Pierguido Vanalli                  |                                                                                             |
| IV - Lombardia 2                        | Lega Nord                                 | Erica Rivolta                      |                                                                                             |
| IV - Lombardia 2                        | Lega Nord                                 | Raffaele Volpi                     |                                                                                             |
| IV - Lombardia 2                        | Lega Nord                                 | Nunziante Consiglio                | In sostituzione di Umberto Bossi che ha optato per altra circoscrizione                     |
| IV - Lombardia 2                        | Unione di Centro                          | Savino Pezzotta                    |                                                                                             |
| IV - Lombardia 2                        | Unione di Centro                          | Luca Volontè                       | In sostituzione di Lorenzo Cesa che ha optato per altra circoscrizione                      |
| IV - Lombardia 2                        | Italia dei Valori                         | Sergio Michele Piffari             | In sostituzione di Antonio Di Pietro che ha optato per altra circoscrizione                 |
| IV - Lombardia 2                        | Italia dei Valori                         | Ivan Rota                          | In sostituzione di Silvana Mura che ha optato per altra circoscrizione                      |
| V - Lombardia 3                         | Popolo della Libertà                      | Gian Carlo Abelli                  |                                                                                             |
| V - Lombardia 3                         | Popolo della Libertà                      | Massimo Enrico Corsaro             |                                                                                             |
| V - Lombardia 3                         | Popolo della Libertà                      | Maurizio Bernardo                  |                                                                                             |
| V - Lombardia 3                         | Popolo della Libertà                      | Chiara Moroni                      |                                                                                             |
| V - Lombardia 3                         | Popolo della Libertà                      | Andrea Orsini                      | In sostituzione di Silvio Berlusconi che ha optato per altra circoscrizione                 |
| V - Lombardia 3                         | Popolo della Libertà                      | Carlo Nola                         | In sostituzione di Gianfranco Fini che ha optato per altra circoscrizione                   |
| V - Lombardia 3                         | Partito Democratico                       | Antonello Soro                     |                                                                                             |
| V - Lombardia 3                         | Partito Democratico                       | Luciano Pizzetti                   |                                                                                             |
| V - Lombardia 3                         | Partito Democratico                       | Maurizio Turco                     |                                                                                             |
| V - Lombardia 3                         | Partito Democratico                       | Angelo Zucchi                      |                                                                                             |
| V - Lombardia 3                         | Partito Democratico                       | Marco Carra                        |                                                                                             |
| V - Lombardia 3                         | Lega Nord                                 | Andrea Gibelli                     |                                                                                             |
| V - Lombardia 3                         | Lega Nord                                 | Giovanni Fava                      |                                                                                             |
| V - Lombardia 3                         | Lega Nord                                 | Alberto Torazzi                    | In sostituzione di Umberto Bossi che ha optato per altra circoscrizione                     |
| V - Lombardia 3                         | Unione di Centro                          | Anna Teresa Formisano              | In sostituzione di Pier Ferdinando Casini che ha optato per altra circoscrizione            |
| VI - Trentino-Alto Adige                | Partito Democratico                       | Gianclaudio Bressa                 |                                                                                             |
| VI - Trentino-Alto Adige                | Partito Democratico                       | Laura Froner                       |                                                                                             |
| VI - Trentino-Alto Adige                | Partito Democratico                       | Marialuisa Gnecchi                 |                                                                                             |
| VI - Trentino-Alto Adige                | Südtiroler Volkspartei                    | Siegfried Brugger                  |                                                                                             |
| VI - Trentino-Alto Adige                | Südtiroler Volkspartei                    | Karl Zeller                        |                                                                                             |
| VI - Trentino-Alto Adige                | Popolo della Libertà                      | Manuela Di Centa                   |                                                                                             |
| VI - Trentino-Alto Adige                | Popolo della Libertà                      | Giorgio Holzmann                   | In sostituzione di Silvio Berlusconi che ha optato per altra circoscrizione                 |
| VI - Trentino-Alto Adige                | Popolo della Libertà                      | Maurizio Del Tenno                 | In sostituzione di Gianfranco Fini che ha optato per altra circoscrizione                   |
| VI - Trentino-Alto Adige                | Lega Nord                                 | Maurizio Fugatti                   | In sostituzione di Umberto Bossi che ha optato per altra circoscrizione                     |
| VII - Veneto 1                          | Lega Nord                                 | Stefano Stefani                    |                                                                                             |
| VII - Veneto 1                          | Lega Nord                                 | Matteo Bragantini                  |                                                                                             |
| VII - Veneto 1                          | Lega Nord                                 | Manuela Dal Lago                   |                                                                                             |
| VII - Veneto 1                          | Lega Nord                                 | Francesca Martini                  |                                                                                             |
| VII - Veneto 1                          | Lega Nord                                 | Massimo Bitonci                    |                                                                                             |
| VII - Veneto 1                          | Lega Nord                                 | Paola Goisis                       |                                                                                             |
| VII - Veneto 1                          | Lega Nord                                 | Alessandro Montagnoli              |                                                                                             |
| VII - Veneto 1                          | Lega Nord                                 | Manuela Lanzarin                   |                                                                                             |
| VII - Veneto 1                          | Lega Nord                                 | Emanuela Munerato                  |                                                                                             |
| VII - Veneto 1                          | Lega Nord                                 | Giovanna Negro                     | In sostituzione di Umberto Bossi che ha optato per altra circoscrizione                     |
| VII - Veneto 1                          | Popolo della Libertà                      | Niccolò Ghedini                    |                                                                                             |
| VII - Veneto 1                          | Popolo della Libertà                      | Alberto Giorgetti                  |                                                                                             |
| VII - Veneto 1                          | Popolo della Libertà                      | Aldo Brancher                      |                                                                                             |
| VII - Veneto 1                          | Popolo della Libertà                      | Francesco De Luca                  |                                                                                             |
| VII - Veneto 1                          | Popolo della Libertà                      | Filippo Ascierto                   |                                                                                             |
| VII - Veneto 1                          | Popolo della Libertà                      | Marino Zorzato                     |                                                                                             |
| VII - Veneto 1                          | Popolo della Libertà                      | Lorena Milanato                    |                                                                                             |
| VII - Veneto 1                          | Popolo della Libertà                      | Luca Bellotti                      | In sostituzione di Silvio Berlusconi che ha optato per altra circoscrizione                 |
| VII - Veneto 1                          | Popolo della Libertà                      | Giustina Mistrello Destro          | In sostituzione di Gianfranco Fini che ha optato per altra circoscrizione                   |
| VII - Veneto 1                          | Partito Democratico                       | Massimo Calearo Ciman              |                                                                                             |
| VII - Veneto 1                          | Partito Democratico                       | Alessandro Naccarato               |                                                                                             |
| VII - Veneto 1                          | Partito Democratico                       | Anna Margherita Miotto             |                                                                                             |
| VII - Veneto 1                          | Partito Democratico                       | Federica Mogherini                 |                                                                                             |
| VII - Veneto 1                          | Partito Democratico                       | Giampaolo Fogliardi                |                                                                                             |
| VII - Veneto 1                          | Partito Democratico                       | Gian Pietro Dal Moro               |                                                                                             |
| VII - Veneto 1                          | Partito Democratico                       | Federico Testa                     |                                                                                             |
| VII - Veneto 1                          | Partito Democratico                       | Daniela Sbrollini                  |                                                                                             |
| VII - Veneto 1                          | Unione di Centro                          | Roberto Rao                        |                                                                                             |
| VII - Veneto 1                          | Unione di Centro                          | Antonio De Poli                    | In sostituzione di Pier Ferdinando Casini che ha optato per altra circoscrizione            |
| VII - Veneto 1                          | Italia dei Valori                         | Antonio Borghesi                   | In sostituzione di Antonio Di Pietro che ha optato per altra circoscrizione                 |
| VIII - Veneto 2                         | Partito Democratico                       | Andrea Martella                    |                                                                                             |
| VIII - Veneto 2                         | Partito Democratico                       | Pier Paolo Baretta                 |                                                                                             |
| VIII - Veneto 2                         | Partito Democratico                       | Simonetta Rubinato                 |                                                                                             |
| VIII - Veneto 2                         | Partito Democratico                       | Rodolfo Giuliano Viola             |                                                                                             |
| VIII - Veneto 2                         | Partito Democratico                       | Delia Murer                        |                                                                                             |
| VIII - Veneto 2                         | Partito Democratico                       | Francesco Tempestini               | In sostituzione di Rosy Bindi che ha optato per altra circoscrizione                        |
| VIII - Veneto 2                         | Popolo della Libertà                      | Renato Brunetta                    |                                                                                             |
| VIII - Veneto 2                         | Popolo della Libertà                      | Adolfo Urso                        |                                                                                             |
| VIII - Veneto 2                         | Popolo della Libertà                      | Fabio Gava                         |                                                                                             |
| VIII - Veneto 2                         | Popolo della Libertà                      | Valentino Valentini                |                                                                                             |
| VIII - Veneto 2                         | Popolo della Libertà                      | Maurizio Paniz                     | In sostituzione di Silvio Berlusconi che ha optato per altra circoscrizione                 |
| VIII - Veneto 2                         | Popolo della Libertà                      | Catia Polidori                     | In sostituzione di Gianfranco Fini che ha optato per altra circoscrizione                   |
| VIII - Veneto 2                         | Lega Nord                                 | Gianpaolo Dozzo                    |                                                                                             |
| VIII - Veneto 2                         | Lega Nord                                 | Guido Dussin                       |                                                                                             |
| VIII - Veneto 2                         | Lega Nord                                 | Corrado Callegari                  |                                                                                             |
| VIII - Veneto 2                         | Lega Nord                                 | Luciano Dussin                     |                                                                                             |
| VIII - Veneto 2                         | Lega Nord                                 | Franco Gidoni                      |                                                                                             |
| VIII - Veneto 2                         | Lega Nord                                 | Gianluca Forcolin                  | In sostituzione di Umberto Bossi che ha optato per altra circoscrizione                     |
| VIII - Veneto 2                         | Unione di Centro                          | Luisa Capitanio Santolini          | In sostituzione di Rocco Buttiglione che ha optato per altra circoscrizione                 |
| VIII - Veneto 2                         | Italia dei Valori                         | Massimo Donadi                     | In sostituzione di Antonio Di Pietro che ha optato per altra circoscrizione                 |
| IX - Friuli-Venezia Giulia              | Popolo della Libertà                      | Franco Frattini                    |                                                                                             |
| IX - Friuli-Venezia Giulia              | Popolo della Libertà                      | Roberto Menia                      |                                                                                             |
| IX - Friuli-Venezia Giulia              | Popolo della Libertà                      | Roberto Antonione                  |                                                                                             |
| IX - Friuli-Venezia Giulia              | Popolo della Libertà                      | Isidoro Gottardo                   | In sostituzione di Silvio Berlusconi che ha optato per altra circoscrizione                 |
| IX - Friuli-Venezia Giulia              | Popolo della Libertà                      | Manlio Contento                    | In sostituzione di Gianfranco Fini che ha optato per altra circoscrizione                   |
| IX - Friuli-Venezia Giulia              | Partito Democratico                       | Alessandro Maran                   |                                                                                             |
| IX - Friuli-Venezia Giulia              | Partito Democratico                       | Ivano Strizzolo                    |                                                                                             |
| IX - Friuli-Venezia Giulia              | Partito Democratico                       | Ettore Rosato                      |                                                                                             |
| IX - Friuli-Venezia Giulia              | Partito Democratico                       | Maria Antonietta Coscioni Farina   | In sostituzione di Cesare Damiano che ha optato per altra circoscrizione                    |
| IX - Friuli-Venezia Giulia              | Lega Nord                                 | Fulvio Follegot                    |                                                                                             |
| IX - Friuli-Venezia Giulia              | Lega Nord                                 | Massimiliano Fedriga               | In sostituzione di Umberto Bossi che ha optato per altra circoscrizione                     |
| IX - Friuli-Venezia Giulia              | Unione di Centro                          | Angelo Compagnon                   | In sostituzione di Pier Ferdinando Casini che ha optato per altra circoscrizione            |
| IX - Friuli-Venezia Giulia              | Italia dei Valori                         | Carlo Monai                        | In sostituzione di Antonio Di Pietro che ha optato per altra circoscrizione                 |
| X - Liguria                             | Partito Democratico                       | Giovanna Melandri                  |                                                                                             |
| X - Liguria                             | Partito Democratico                       | Andrea Orlando                     |                                                                                             |
| X - Liguria                             | Partito Democratico                       | Francesco Saverio Garofani         |                                                                                             |
| X - Liguria                             | Partito Democratico                       | Mario Tullo                        |                                                                                             |
| X - Liguria                             | Partito Democratico                       | Massimo Zunino                     |                                                                                             |
| X - Liguria                             | Partito Democratico                       | Sabina Rossa                       |                                                                                             |
| X - Liguria                             | Popolo della Libertà                      | Claudio Scajola                    |                                                                                             |
| X - Liguria                             | Popolo della Libertà                      | Fiamma Nirenstein                  |                                                                                             |
| X - Liguria                             | Popolo della Libertà                      | Sandro Biasotti                    |                                                                                             |
| X - Liguria                             | Popolo della Libertà                      | Gabriella Mondello                 |                                                                                             |
| X - Liguria                             | Popolo della Libertà                      | Eugenio Minasso                    |                                                                                             |
| X - Liguria                             | Popolo della Libertà                      | Michele Scandroglio                | In sostituzione di Silvio Berlusconi che ha optato per altra circoscrizione                 |
| X - Liguria                             | Popolo della Libertà                      | Roberto Cassinelli                 | In sostituzione di Gianfranco Fini che ha optato per altra circoscrizione                   |
| X - Liguria                             | Lega Nord                                 | Maurizio Balocchi                  |                                                                                             |
| X - Liguria                             | Lega Nord                                 | Guido Bonino                       | In sostituzione di Umberto Bossi che ha optato per altra circoscrizione                     |
| X - Liguria                             | Italia dei Valori                         | Giovanni Paladini                  | In sostituzione di Antonio Di Pietro che ha optato per altra circoscrizione                 |
| X - Liguria                             | Unione di Centro                          | Pier Ferdinando Casini             |                                                                                             |
| XI - Emilia-Romagna                     | Partito Democratico                       | Pier Luigi Bersani                 |                                                                                             |
| XI - Emilia-Romagna                     | Partito Democratico                       | Dario Franceschini                 |                                                                                             |
| XI - Emilia-Romagna                     | Partito Democratico                       | Donata Lenzi                       |                                                                                             |
| XI - Emilia-Romagna                     | Partito Democratico                       | Maurizio Migliavacca               |                                                                                             |
| XI - Emilia-Romagna                     | Partito Democratico                       | Pierluigi Castagnetti              |                                                                                             |
| XI - Emilia-Romagna                     | Partito Democratico                       | Carmen Motta                       |                                                                                             |
| XI - Emilia-Romagna                     | Partito Democratico                       | Ivano Miglioli                     |                                                                                             |
| XI - Emilia-Romagna                     | Partito Democratico                       | Salvatore Vassallo                 |                                                                                             |
| XI - Emilia-Romagna                     | Partito Democratico                       | Maino Marchi                       |                                                                                             |
| XI - Emilia-Romagna                     | Partito Democratico                       | Sandra Zampa                       |                                                                                             |
| XI - Emilia-Romagna                     | Partito Democratico                       | Massimo Marchignoli                |                                                                                             |
| XI - Emilia-Romagna                     | Partito Democratico                       | Antonio La Forgia                  |                                                                                             |
| XI - Emilia-Romagna                     | Partito Democratico                       | Alessandro Bratti                  |                                                                                             |
| XI - Emilia-Romagna                     | Partito Democratico                       | Gabriele Albonetti                 |                                                                                             |
| XI - Emilia-Romagna                     | Partito Democratico                       | Marco Beltrandi                    |                                                                                             |
| XI - Emilia-Romagna                     | Partito Democratico                       | Elisa Marchioni                    |                                                                                             |
| XI - Emilia-Romagna                     | Partito Democratico                       | Sandro Brandolini                  |                                                                                             |
| XI - Emilia-Romagna                     | Partito Democratico                       | Manuela Ghizzoni                   |                                                                                             |
| XI - Emilia-Romagna                     | Partito Democratico                       | Gianluca Benamati                  |                                                                                             |
| XI - Emilia-Romagna                     | Partito Democratico                       | Paola De Micheli                   |                                                                                             |
| XI - Emilia-Romagna                     | Popolo della Libertà                      | Gianfranco Fini                    |                                                                                             |
| XI - Emilia-Romagna                     | Popolo della Libertà                      | Michela Vittoria Brambilla         |                                                                                             |
| XI - Emilia-Romagna                     | Popolo della Libertà                      | Pietro Lunardi                     |                                                                                             |
| XI - Emilia-Romagna                     | Popolo della Libertà                      | Tommaso Foti                       |                                                                                             |
| XI - Emilia-Romagna                     | Popolo della Libertà                      | Giancarlo Mazzuca                  |                                                                                             |
| XI - Emilia-Romagna                     | Popolo della Libertà                      | Fabio Garagnani                    |                                                                                             |
| XI - Emilia-Romagna                     | Popolo della Libertà                      | Enzo Raisi                         |                                                                                             |
| XI - Emilia-Romagna                     | Popolo della Libertà                      | Giorgio Lainati                    |                                                                                             |
| XI - Emilia-Romagna                     | Popolo della Libertà                      | Anna Maria Bernini                 |                                                                                             |
| XI - Emilia-Romagna                     | Popolo della Libertà                      | Emerenzio Barbieri                 |                                                                                             |
| XI - Emilia-Romagna                     | Popolo della Libertà                      | Sergio Pizzolante                  |                                                                                             |
| XI - Emilia-Romagna                     | Popolo della Libertà                      | Francesco Biava                    |                                                                                             |
| XI - Emilia-Romagna                     | Popolo della Libertà                      | Isabella Bertolini                 |                                                                                             |
| XI - Emilia-Romagna                     | Popolo della Libertà                      | Giuliano Cazzola                   |                                                                                             |
| XI - Emilia-Romagna                     | Popolo della Libertà                      | Giovanni Mottola                   | In sostituzione di Silvio Berlusconi che ha optato per altra circoscrizione                 |
| XI - Emilia-Romagna                     | Lega Nord                                 | Angelo Alessandri                  |                                                                                             |
| XI - Emilia-Romagna                     | Lega Nord                                 | Gianluca Pini                      |                                                                                             |
| XI - Emilia-Romagna                     | Lega Nord                                 | Fabio Rainieri                     |                                                                                             |
| XI - Emilia-Romagna                     | Lega Nord                                 | Massimo Polledri                   | In sostituzione di Umberto Bossi che ha optato per altra circoscrizione                     |
| XI - Emilia-Romagna                     | Unione di Centro                          | Gian Luca Galletti                 | In sostituzione di Pier Ferdinando Casini che ha optato per altra circoscrizione            |
| XI - Emilia-Romagna                     | Unione di Centro                          | Mauro Libè                         | In sostituzione di Michele Vietti che ha optato per altra circoscrizione                    |
| XI - Emilia-Romagna                     | Italia dei Valori                         | Silvana Mura                       |                                                                                             |
| XI - Emilia-Romagna                     | Italia dei Valori                         | Antonio Palagiano                  | In sostituzione di Antonio Di Pietro che ha optato per altra circoscrizione                 |
| XII - Toscana                           | Partito Democratico                       | Michele Ventura                    |                                                                                             |
| XII - Toscana                           | Partito Democratico                       | Rosy Bindi                         |                                                                                             |
| XII - Toscana                           | Partito Democratico                       | Giovanni Cuperlo                   |                                                                                             |
| XII - Toscana                           | Partito Democratico                       | Paolo Fontanelli                   |                                                                                             |
| XII - Toscana                           | Partito Democratico                       | Antonello Giacomelli               |                                                                                             |
| XII - Toscana                           | Partito Democratico                       | Franco Ceccuzzi                    |                                                                                             |
| XII - Toscana                           | Partito Democratico                       | Ermete Realacci                    |                                                                                             |
| XII - Toscana                           | Partito Democratico                       | Donella Mattesini                  |                                                                                             |
| XII - Toscana                           | Partito Democratico                       | Alberto Fluvi                      |                                                                                             |
| XII - Toscana                           | Partito Democratico                       | Lido Scarpetti                     |                                                                                             |
| XII - Toscana                           | Partito Democratico                       | Andrea Lulli                       |                                                                                             |
| XII - Toscana                           | Partito Democratico                       | Andrea Rigoni                      |                                                                                             |
| XII - Toscana                           | Partito Democratico                       | Raffaella Mariani                  |                                                                                             |
| XII - Toscana                           | Partito Democratico                       | Luca Sani                          |                                                                                             |
| XII - Toscana                           | Partito Democratico                       | Silvia Velo                        |                                                                                             |
| XII - Toscana                           | Partito Democratico                       | Rosa De Pasquale                   |                                                                                             |
| XII - Toscana                           | Partito Democratico                       | Maria Grazia Gatti                 |                                                                                             |
| XII - Toscana                           | Partito Democratico                       | Rolando Nannicini                  |                                                                                             |
| XII - Toscana                           | Partito Democratico                       | Susanna Cenni                      | In sostituzione di Dario Franceschini che ha optato per altra circoscrizione                |
| XII - Toscana                           | Popolo della Libertà                      | Paolo Bonaiuti                     |                                                                                             |
| XII - Toscana                           | Popolo della Libertà                      | Elio Vito                          |                                                                                             |
| XII - Toscana                           | Popolo della Libertà                      | Riccardo Migliori                  |                                                                                             |
| XII - Toscana                           | Popolo della Libertà                      | Denis Verdini                      |                                                                                             |
| XII - Toscana                           | Popolo della Libertà                      | Marco Martinelli                   |                                                                                             |
| XII - Toscana                           | Popolo della Libertà                      | Deborah Bergamini                  |                                                                                             |
| XII - Toscana                           | Popolo della Libertà                      | Massimo Parisi                     |                                                                                             |
| XII - Toscana                           | Popolo della Libertà                      | Flavia Perina                      |                                                                                             |
| XII - Toscana                           | Popolo della Libertà                      | Riccardo Mazzoni                   |                                                                                             |
| XII - Toscana                           | Popolo della Libertà                      | Roberto Tortoli                    |                                                                                             |
| XII - Toscana                           | Popolo della Libertà                      | Maurizio Bianconi                  |                                                                                             |
| XII - Toscana                           | Popolo della Libertà                      | Monica Faenzi                      |                                                                                             |
| XII - Toscana                           | Popolo della Libertà                      | Gabriele Toccafondi                |                                                                                             |
| XII - Toscana                           | Popolo della Libertà                      | Lucio Barani                       | In sostituzione di Silvio Berlusconi che ha optato per altra circoscrizione                 |
| XII - Toscana                           | Popolo della Libertà                      | Alessio Bonciani                   | In sostituzione di Gianfranco Fini che ha optato per altra circoscrizione                   |
| XII - Toscana                           | Unione di Centro                          | Francesco Bosi                     | In sostituzione di Pier Ferdinando Casini che ha optato per altra circoscrizione            |
| XII - Toscana                           | Unione di Centro                          | Nedo Lorenzo Poli                  | In sostituzione di Luisa Capitanio Santolini che ha optato per altra circoscrizione         |
| XII - Toscana                           | Italia dei Valori                         | Fabio Evangelisti                  | In sostituzione di Antonio Di Pietro che ha optato per altra circoscrizione                 |
| XII - Toscana                           | Lega Nord                                 | Luca Rodolfo Paolini               | In sostituzione di Umberto Bossi che ha optato per altra circoscrizione                     |
| XIII - Umbria                           | Partito Democratico                       | Marina Sereni                      |                                                                                             |
| XIII - Umbria                           | Partito Democratico                       | Giampiero Bocci                    |                                                                                             |
| XIII - Umbria                           | Partito Democratico                       | Walter Verini                      |                                                                                             |
| XIII - Umbria                           | Partito Democratico                       | Sandro Gozi                        |                                                                                             |
| XIII - Umbria                           | Partito Democratico                       | Carlo Emanuele Trappolino          |                                                                                             |
| XIII - Umbria                           | Popolo della Libertà                      | Roberto Speciale                   |                                                                                             |
| XIII - Umbria                           | Popolo della Libertà                      | Pietro Laffranco                   |                                                                                             |
| XIII - Umbria                           | Popolo della Libertà                      | Luciano Rossi                      | In sostituzione di Silvio Berlusconi che ha optato per altra circoscrizione                 |
| XIII - Umbria                           | Popolo della Libertà                      | Rocco Girlanda                     | In sostituzione di Gianfranco Fini che ha optato per altra circoscrizione                   |
| XIV - Marche                            | Partito Democratico                       | Maria Paola Merloni                |                                                                                             |
| XIV - Marche                            | Partito Democratico                       | Oriano Giovanelli                  |                                                                                             |
| XIV - Marche                            | Partito Democratico                       | Lapo Pistelli                      |                                                                                             |
| XIV - Marche                            | Partito Democratico                       | Luciano Agostini                   |                                                                                             |
| XIV - Marche                            | Partito Democratico                       | Massimo Vannucci                   |                                                                                             |
| XIV - Marche                            | Partito Democratico                       | Letizia De Torre                   |                                                                                             |
| XIV - Marche                            | Partito Democratico                       | Mario Cavallaro                    |                                                                                             |
| XIV - Marche                            | Popolo della Libertà                      | Giorgio La Malfa                   |                                                                                             |
| XIV - Marche                            | Popolo della Libertà                      | Remigio Ceroni                     |                                                                                             |
| XIV - Marche                            | Popolo della Libertà                      | Carlo Ciccioli                     |                                                                                             |
| XIV - Marche                            | Popolo della Libertà                      | Simone Baldelli                    |                                                                                             |
| XIV - Marche                            | Popolo della Libertà                      | Claudio Barbaro                    | In sostituzione di Silvio Berlusconi che ha optato per altra circoscrizione                 |
| XIV - Marche                            | Popolo della Libertà                      | Ignazio Abrignani                  | In sostituzione di Gianfranco Fini che ha optato per altra circoscrizione                   |
| XIV - Marche                            | Unione di Centro                          | Amedeo Ciccanti                    | In sostituzione di Pier Ferdinando Casini che ha optato per altra circoscrizione            |
| XIV - Marche                            | Italia dei Valori                         | David Favia                        | In sostituzione di Antonio Di Pietro che ha optato per altra circoscrizione                 |
| XIV - Marche                            | Lega Nord                                 | Matteo Brigandì                    | In sostituzione di Umberto Bossi che ha optato per altra circoscrizione                     |
| XV - Lazio 1                            | Popolo della Libertà                      | Giovanni Alemanno                  |                                                                                             |
| XV - Lazio 1                            | Popolo della Libertà                      | Fabrizio Cicchitto                 |                                                                                             |
| XV - Lazio 1                            | Popolo della Libertà                      | Francesco Maria Giro               |                                                                                             |
| XV - Lazio 1                            | Popolo della Libertà                      | Giulia Bongiorno                   |                                                                                             |
| XV - Lazio 1                            | Popolo della Libertà                      | Sestino Giacomoni                  |                                                                                             |
| XV - Lazio 1                            | Popolo della Libertà                      | Giuseppe Consolo                   |                                                                                             |
| XV - Lazio 1                            | Popolo della Libertà                      | Mario Pescante                     |                                                                                             |
| XV - Lazio 1                            | Popolo della Libertà                      | Antonio Mazzocchi                  |                                                                                             |
| XV - Lazio 1                            | Popolo della Libertà                      | Beatrice Lorenzin                  |                                                                                             |
| XV - Lazio 1                            | Popolo della Libertà                      | Silvano Moffa                      |                                                                                             |
| XV - Lazio 1                            | Popolo della Libertà                      | Melania De Nichilo Rizzoli         |                                                                                             |
| XV - Lazio 1                            | Popolo della Libertà                      | Francesco Proietti Cosimi          |                                                                                             |
| XV - Lazio 1                            | Popolo della Libertà                      | Fiorella Ceccacci Rubino           |                                                                                             |
| XV - Lazio 1                            | Popolo della Libertà                      | Vincenzo Piso                      |                                                                                             |
| XV - Lazio 1                            | Popolo della Libertà                      | Paolo Guzzanti                     |                                                                                             |
| XV - Lazio 1                            | Popolo della Libertà                      | Giorgio Simeoni                    |                                                                                             |
| XV - Lazio 1                            | Popolo della Libertà                      | Domenico Di Virgilio               |                                                                                             |
| XV - Lazio 1                            | Popolo della Libertà                      | Marco Marsilio                     |                                                                                             |
| XV - Lazio 1                            | Popolo della Libertà                      | Mariarosaria Rossi                 | In sostituzione di Silvio Berlusconi che ha optato per altra circoscrizione                 |
| XV - Lazio 1                            | Popolo della Libertà                      | Gianfranco Sammarco                | In sostituzione di Gianfranco Fini che ha optato per altra circoscrizione                   |
| XV - Lazio 1                            | Partito Democratico                       | Maria Anna Madia                   |                                                                                             |
| XV - Lazio 1                            | Partito Democratico                       | Walter Veltroni                    |                                                                                             |
| XV - Lazio 1                            | Partito Democratico                       | Paolo Gentiloni Silveri            |                                                                                             |
| XV - Lazio 1                            | Partito Democratico                       | Enrico Gasbarra                    |                                                                                             |
| XV - Lazio 1                            | Partito Democratico                       | Michele Pompeo Meta                |                                                                                             |
| XV - Lazio 1                            | Partito Democratico                       | Ileana Argentin                    |                                                                                             |
| XV - Lazio 1                            | Partito Democratico                       | Massimo Pompili                    |                                                                                             |
| XV - Lazio 1                            | Partito Democratico                       | Renzo Carella                      |                                                                                             |
| XV - Lazio 1                            | Partito Democratico                       | Roberto Morassut                   |                                                                                             |
| XV - Lazio 1                            | Partito Democratico                       | Roberto Giachetti                  |                                                                                             |
| XV - Lazio 1                            | Partito Democratico                       | Walter Tocci                       |                                                                                             |
| XV - Lazio 1                            | Partito Democratico                       | Maria Coscia                       |                                                                                             |
| XV - Lazio 1                            | Partito Democratico                       | Giovanni Battista Bachelet         |                                                                                             |
| XV - Lazio 1                            | Partito Democratico                       | Pietro Tidei                       |                                                                                             |
| XV - Lazio 1                            | Partito Democratico                       | Pier Fausto Recchia                |                                                                                             |
| XV - Lazio 1                            | Partito Democratico                       | Antonio Rugghia                    | In sostituzione di Giovanna Melandri che ha optato per altra circoscrizione                 |
| XV - Lazio 1                            | Italia dei Valori                         | Jean Leonard Touadì                | In sostituzione di Antonio Di Pietro che ha optato per altra circoscrizione                 |
| XV - Lazio 1                            | Italia dei Valori                         | Leoluca Orlando                    | In sostituzione di Silvana Mura che ha optato per altra circoscrizione                      |
| XV - Lazio 1                            | Unione di Centro                          | Mario Baccini                      | In sostituzione di Pier Ferdinando Casini che ha optato per altra circoscrizione            |
| XV - Lazio 1                            | Unione di Centro                          | Armando Dionisi                    | In sostituzione di Luciano Ciocchetti che ha optato per altra circoscrizione                |
| XVI - Lazio 2                           | Popolo della Libertà                      | Rocco Crimi                        |                                                                                             |
| XVI - Lazio 2                           | Popolo della Libertà                      | Giorgia Meloni                     |                                                                                             |
| XVI - Lazio 2                           | Popolo della Libertà                      | Eugenia Maria Roccella             |                                                                                             |
| XVI - Lazio 2                           | Popolo della Libertà                      | Fabio Rampelli                     |                                                                                             |
| XVI - Lazio 2                           | Popolo della Libertà                      | Gianfranco Conte                   |                                                                                             |
| XVI - Lazio 2                           | Popolo della Libertà                      | Cosimo Ventucci                    |                                                                                             |
| XVI - Lazio 2                           | Popolo della Libertà                      | Francesco Aracri                   |                                                                                             |
| XVI - Lazio 2                           | Popolo della Libertà                      | Giulio Marini                      | In sostituzione di Silvio Berlusconi che ha optato per altra circoscrizione                 |
| XVI - Lazio 2                           | Popolo della Libertà                      | Antonello Iannarilli               | In sostituzione di Gianfranco Fini che ha optato per altra circoscrizione                   |
| XVI - Lazio 2                           | Partito Democratico                       | Donatella Ferranti                 |                                                                                             |
| XVI - Lazio 2                           | Partito Democratico                       | Giuseppe Fioroni                   |                                                                                             |
| XVI - Lazio 2                           | Partito Democratico                       | Ugo Sposetti                       |                                                                                             |
| XVI - Lazio 2                           | Partito Democratico                       | Maria Teresa Amici                 |                                                                                             |
| XVI - Lazio 2                           | Partito Democratico                       | Matteo Mecacci                     |                                                                                             |
| XVI - Lazio 2                           | Unione di Centro                          | Luciano Ciocchetti                 | In sostituzione di Pier Ferdinando Casini che ha optato per altra circoscrizione            |
| XVII - Abruzzo                          | Popolo della Libertà                      | Maurizio Scelli                    |                                                                                             |
| XVII - Abruzzo                          | Popolo della Libertà                      | Carla Castellani                   |                                                                                             |
| XVII - Abruzzo                          | Popolo della Libertà                      | Sabatino Aracu                     |                                                                                             |
| XVII - Abruzzo                          | Popolo della Libertà                      | Paola Pelino                       |                                                                                             |
| XVII - Abruzzo                          | Popolo della Libertà                      | Marcello De Angelis                |                                                                                             |
| XVII - Abruzzo                          | Popolo della Libertà                      | Daniele Toto                       | In sostituzione di Silvio Berlusconi che ha optato per altra circoscrizione                 |
| XVII - Abruzzo                          | Popolo della Libertà                      | Giovanni Dell'Elce                 | In sostituzione di Gianfranco Fini che ha optato per altra circoscrizione                   |
| XVII - Abruzzo                          | Partito Democratico                       | Livia Turco                        |                                                                                             |
| XVII - Abruzzo                          | Partito Democratico                       | Giovanni Lolli                     |                                                                                             |
| XVII - Abruzzo                          | Partito Democratico                       | Lanfranco Tenaglia                 |                                                                                             |
| XVII - Abruzzo                          | Partito Democratico                       | Tommaso Ginoble                    |                                                                                             |
| XVII - Abruzzo                          | Partito Democratico                       | Vittoria D'Incecco                 |                                                                                             |
| XVII - Abruzzo                          | Italia dei Valori                         | Carlo Costantini                   | In sostituzione di Antonio Di Pietro che ha optato per altra circoscrizione                 |
| XVII - Abruzzo                          | Unione di Centro                          | Ferdinando Adornato                | In sostituzione di Pier Ferdinando Casini che ha optato per altra circoscrizione            |
| XVIII - Molise                          | Popolo della Libertà                      | Silvio Berlusconi                  |                                                                                             |
| XVIII - Molise                          | Popolo della Libertà                      | Sabrina De Camillis                |                                                                                             |
| XVIII - Molise                          | Italia dei Valori                         | Antonio Di Pietro                  |                                                                                             |
| XIX - Campania 1                        | Popolo della Libertà                      | Stefano Caldoro                    |                                                                                             |
| XIX - Campania 1                        | Popolo della Libertà                      | Alessandra Mussolini               |                                                                                             |
| XIX - Campania 1                        | Popolo della Libertà                      | Italo Bocchino                     |                                                                                             |
| XIX - Campania 1                        | Popolo della Libertà                      | Luigi Cesaro                       |                                                                                             |
| XIX - Campania 1                        | Popolo della Libertà                      | Paolo Russo                        |                                                                                             |
| XIX - Campania 1                        | Popolo della Libertà                      | Giuseppina Castiello               |                                                                                             |
| XIX - Campania 1                        | Popolo della Libertà                      | Giampiero Catone                   |                                                                                             |
| XIX - Campania 1                        | Popolo della Libertà                      | Massimo Nicolucci                  |                                                                                             |
| XIX - Campania 1                        | Popolo della Libertà                      | Marcello Taglialatela              |                                                                                             |
| XIX - Campania 1                        | Popolo della Libertà                      | Giuseppe Scalera                   |                                                                                             |
| XIX - Campania 1                        | Popolo della Libertà                      | Gioacchino Alfano                  |                                                                                             |
| XIX - Campania 1                        | Popolo della Libertà                      | Amedeo Laboccetta                  |                                                                                             |
| XIX - Campania 1                        | Popolo della Libertà                      | Maurizio Iapicca                   |                                                                                             |
| XIX - Campania 1                        | Popolo della Libertà                      | Marcello Di Caterina               |                                                                                             |
| XIX - Campania 1                        | Popolo della Libertà                      | Daniela Melchiorre                 |                                                                                             |
| XIX - Campania 1                        | Popolo della Libertà                      | Alfonso Papa                       |                                                                                             |
| XIX - Campania 1                        | Popolo della Libertà                      | Gianfranco Paglia                  | In sostituzione di Silvio Berlusconi che ha optato per altra circoscrizione                 |
| XIX - Campania 1                        | Popolo della Libertà                      | Maria Elena Stasi                  | In sostituzione di Gianfranco Fini che ha optato per altra circoscrizione                   |
| XIX - Campania 1                        | Partito Democratico                       | Luigi Nicolais                     |                                                                                             |
| XIX - Campania 1                        | Partito Democratico                       | Giulio Santagata                   |                                                                                             |
| XIX - Campania 1                        | Partito Democratico                       | Olga D'Antona                      |                                                                                             |
| XIX - Campania 1                        | Partito Democratico                       | Donato Renato Mosella              |                                                                                             |
| XIX - Campania 1                        | Partito Democratico                       | Salvatore Piccolo                  |                                                                                             |
| XIX - Campania 1                        | Partito Democratico                       | Luisa Bossa                        |                                                                                             |
| XIX - Campania 1                        | Partito Democratico                       | Pasquale Ciriello                  |                                                                                             |
| XIX - Campania 1                        | Partito Democratico                       | Andrea Sarubbi                     |                                                                                             |
| XIX - Campania 1                        | Partito Democratico                       | Eugenio Mazzarella                 |                                                                                             |
| XIX - Campania 1                        | Partito Democratico                       | Bruno Cesario                      | In sostituzione di Massimo D'Alema che ha optato per altra circoscrizione                   |
| XIX - Campania 1                        | Unione di Centro                          | Nunzio Francesco Testa             | In sostituzione di Pier Ferdinando Casini che ha optato per altra circoscrizione            |
| XIX - Campania 1                        | Unione di Centro                          | Michele Pisacane                   | In sostituzione di Ferdinando Adornato che ha optato per altra circoscrizione               |
| XIX - Campania 1                        | Italia dei Valori                         | Aniello Formisano                  |                                                                                             |
| XIX - Campania 1                        | Italia dei Valori                         | Francesco Barbato                  | In sostituzione di Antonio Di Pietro che ha optato per altra circoscrizione                 |
| XIX - Campania 1                        | Movimento per l'Autonomia                 | Antonio Milo                       | In sostituzione di Raffaele Lombardo eletto presidente della Regione Siciliana              |
| XX - Campania 2                         | Popolo della Libertà                      | Maria Rosaria Carfagna             |                                                                                             |
| XX - Campania 2                         | Popolo della Libertà                      | Nicola Cosentino                   |                                                                                             |
| XX - Campania 2                         | Popolo della Libertà                      | Mario Landolfi                     |                                                                                             |
| XX - Campania 2                         | Popolo della Libertà                      | Giancarlo Lehner                   |                                                                                             |
| XX - Campania 2                         | Popolo della Libertà                      | Nunzia De Girolamo                 |                                                                                             |
| XX - Campania 2                         | Popolo della Libertà                      | Edmondo Cirielli                   |                                                                                             |
| XX - Campania 2                         | Popolo della Libertà                      | Mario Pepe                         |                                                                                             |
| XX - Campania 2                         | Popolo della Libertà                      | Marco Mario Milanese               |                                                                                             |
| XX - Campania 2                         | Popolo della Libertà                      | Giulia Cosenza                     |                                                                                             |
| XX - Campania 2                         | Popolo della Libertà                      | Michaela Biancofiore               |                                                                                             |
| XX - Campania 2                         | Popolo della Libertà                      | Gennaro Malgieri                   |                                                                                             |
| XX - Campania 2                         | Popolo della Libertà                      | Marco Pugliese                     |                                                                                             |
| XX - Campania 2                         | Popolo della Libertà                      | Pasquale Vessa                     |                                                                                             |
| XX - Campania 2                         | Popolo della Libertà                      | Gerardo Soglia                     |                                                                                             |
| XX - Campania 2                         | Popolo della Libertà                      | Nicola Formichella                 | In sostituzione di Silvio Berlusconi che ha optato per altra circoscrizione                 |
| XX - Campania 2                         | Partito Democratico                       | Pina Picierno                      |                                                                                             |
| XX - Campania 2                         | Partito Democratico                       | Tino Iannuzzi                      |                                                                                             |
| XX - Campania 2                         | Partito Democratico                       | Guglielmo Vaccaro                  |                                                                                             |
| XX - Campania 2                         | Partito Democratico                       | Costantino Boffa                   |                                                                                             |
| XX - Campania 2                         | Partito Democratico                       | Luciana Pedoto                     |                                                                                             |
| XX - Campania 2                         | Partito Democratico                       | Fulvio Bonavitacola                |                                                                                             |
| XX - Campania 2                         | Partito Democratico                       | Mario Pepe                         |                                                                                             |
| XX - Campania 2                         | Partito Democratico                       | Stefano Graziano                   |                                                                                             |
| XX - Campania 2                         | Partito Democratico                       | Antonio Cuomo                      | In sostituzione di Walter Veltroni che ha optato per altra circoscrizione                   |
| XX - Campania 2                         | Unione di Centro                          | Francesco Pionati                  | In sostituzione di Pier Ferdinando Casini che ha optato per altra circoscrizione            |
| XX - Campania 2                         | Unione di Centro                          | Domenico Zinzi                     | In sostituzione di Lorenzo Cesa che ha optato per altra circoscrizione                      |
| XX - Campania 2                         | Italia dei Valori                         | Americo Porfidia                   | In sostituzione di Antonio Di Pietro che ha optato per altra circoscrizione                 |
| XX - Campania 2                         | Movimento per l'Autonomia                 | Arturo Iannaccone                  | In sostituzione di Raffaele Lombardo eletto presidente della Regione Siciliana              |
| XXI - Puglia                            | Popolo della Libertà                      | Raffaele Fitto                     |                                                                                             |
| XXI - Puglia                            | Popolo della Libertà                      | Alfredo Mantovano                  |                                                                                             |
| XXI - Puglia                            | Popolo della Libertà                      | Antonio Leone                      |                                                                                             |
| XXI - Puglia                            | Popolo della Libertà                      | Donato Bruno                       |                                                                                             |
| XXI - Puglia                            | Popolo della Libertà                      | Luigi Vitali                       |                                                                                             |
| XXI - Puglia                            | Popolo della Libertà                      | Antonio Buonfiglio                 |                                                                                             |
| XXI - Puglia                            | Popolo della Libertà                      | Pietro Franzoso                    |                                                                                             |
| XXI - Puglia                            | Popolo della Libertà                      | Luigi Lazzari                      |                                                                                             |
| XXI - Puglia                            | Popolo della Libertà                      | Francesco Divella                  |                                                                                             |
| XXI - Puglia                            | Popolo della Libertà                      | Simeone Di Cagno Abbrescia         |                                                                                             |
| XXI - Puglia                            | Popolo della Libertà                      | Gabriella Carlucci                 |                                                                                             |
| XXI - Puglia                            | Popolo della Libertà                      | Ugo Lisi                           |                                                                                             |
| XXI - Puglia                            | Popolo della Libertà                      | Italo Tanoni                       |                                                                                             |
| XXI - Puglia                            | Popolo della Libertà                      | Elvira Savino                      |                                                                                             |
| XXI - Puglia                            | Popolo della Libertà                      | Carmine Santo Patarino             |                                                                                             |
| XXI - Puglia                            | Popolo della Libertà                      | Vincenzo Barba                     |                                                                                             |
| XXI - Puglia                            | Popolo della Libertà                      | Antonio Distaso                    |                                                                                             |
| XXI - Puglia                            | Popolo della Libertà                      | Souad Sbai                         |                                                                                             |
| XXI - Puglia                            | Popolo della Libertà                      | Giuseppe Calderisi                 |                                                                                             |
| XXI - Puglia                            | Popolo della Libertà                      | Barbara Mannucci                   |                                                                                             |
| XXI - Puglia                            | Popolo della Libertà                      | Francesco Paolo Sisto              |                                                                                             |
| XXI - Puglia                            | Popolo della Libertà                      | Antonio Pepe                       | In sostituzione di Silvio Berlusconi che ha optato per altra circoscrizione                 |
| XXI - Puglia                            | Popolo della Libertà                      | Benedetto Francesco Fucci          | In sostituzione di Gianfranco Fini che ha optato per altra circoscrizione                   |
| XXI - Puglia                            | Partito Democratico                       | Massimo D'Alema                    |                                                                                             |
| XXI - Puglia                            | Partito Democratico                       | Margherita Angela Mastromauro      |                                                                                             |
| XXI - Puglia                            | Partito Democratico                       | Gero Grassi                        |                                                                                             |
| XXI - Puglia                            | Partito Democratico                       | Michele Bordo                      |                                                                                             |
| XXI - Puglia                            | Partito Democratico                       | Teresa Bellanova                   |                                                                                             |
| XXI - Puglia                            | Partito Democratico                       | Cinzia Capano                      |                                                                                             |
| XXI - Puglia                            | Partito Democratico                       | Alberto Losacco                    |                                                                                             |
| XXI - Puglia                            | Partito Democratico                       | Francesco Boccia                   |                                                                                             |
| XXI - Puglia                            | Partito Democratico                       | Ludovico Vico                      |                                                                                             |
| XXI - Puglia                            | Partito Democratico                       | Anna Paola Concia                  |                                                                                             |
| XXI - Puglia                            | Partito Democratico                       | Antonio Gaglione                   |                                                                                             |
| XXI - Puglia                            | Partito Democratico                       | Lorenzo Ria                        |                                                                                             |
| XXI - Puglia                            | Partito Democratico                       | Giuseppina Servodio                |                                                                                             |
| XXI - Puglia                            | Partito Democratico                       | Dario Ginefra                      |                                                                                             |
| XXI - Puglia                            | Unione di Centro                          | Lorenzo Cesa                       |                                                                                             |
| XXI - Puglia                            | Unione di Centro                          | Rocco Buttiglione                  |                                                                                             |
| XXI - Puglia                            | Unione di Centro                          | Salvatore Ruggeri                  |                                                                                             |
| XXI - Puglia                            | Unione di Centro                          | Angelo Cera                        |                                                                                             |
| XXI - Puglia                            | Italia dei Valori                         | Pierfelice Zazzera                 |                                                                                             |
| XXI - Puglia                            | Italia dei Valori                         | Pino Pisicchio                     | In sostituzione di Antonio Di Pietro che ha optato per altra circoscrizione                 |
| XXI - Puglia                            | Movimento per l'Autonomia                 | Luciano Mario Sardelli             | In sostituzione di Raffaele Lombardo eletto presidente della Regione Siciliana              |
| XXII - Basilicata                       | Partito Democratico                       | Salvatore Margiotta                |                                                                                             |
| XXII - Basilicata                       | Partito Democratico                       | Antonio Luongo                     |                                                                                             |
| XXII - Basilicata                       | Partito Democratico                       | Elisabetta Zamparutti              |                                                                                             |
| XXII - Basilicata                       | Popolo della Libertà                      | Donato Lamorte                     |                                                                                             |
| XXII - Basilicata                       | Popolo della Libertà                      | Vincenzo Taddei                    | In sostituzione di Silvio Berlusconi che ha optato per altra circoscrizione                 |
| XXII - Basilicata                       | Popolo della Libertà                      | Giuseppe Moles                     | In sostituzione di Gianfranco Fini che ha optato per altra circoscrizione                   |
| XXIII - Calabria                        | Popolo della Libertà                      | Francesco Nucara                   |                                                                                             |
| XXIII - Calabria                        | Popolo della Libertà                      | Santo Domenico Versace             |                                                                                             |
| XXIII - Calabria                        | Popolo della Libertà                      | Giovanni Dima                      |                                                                                             |
| XXIII - Calabria                        | Popolo della Libertà                      | Giancarlo Pittelli                 |                                                                                             |
| XXIII - Calabria                        | Popolo della Libertà                      | Jole Santelli                      |                                                                                             |
| XXIII - Calabria                        | Popolo della Libertà                      | Angela Napoli                      |                                                                                             |
| XXIII - Calabria                        | Popolo della Libertà                      | Lella Golfo                        |                                                                                             |
| XXIII - Calabria                        | Popolo della Libertà                      | Giuseppe Galati                    |                                                                                             |
| XXIII - Calabria                        | Popolo della Libertà                      | Ida D'Ippolito Vitale              |                                                                                             |
| XXIII - Calabria                        | Popolo della Libertà                      | Michele Traversa                   | In sostituzione di Silvio Berlusconi che ha optato per altra circoscrizione                 |
| XXIII - Calabria                        | Popolo della Libertà                      | Antonino Foti                      | In sostituzione di Gianfranco Fini che ha optato per altra circoscrizione                   |
| XXIII - Calabria                        | Partito Democratico                       | Marco Minniti                      |                                                                                             |
| XXIII - Calabria                        | Partito Democratico                       | Rosa Maria Villecco Callipari      |                                                                                             |
| XXIII - Calabria                        | Partito Democratico                       | Nicodemo Nazzareno Oliverio        |                                                                                             |
| XXIII - Calabria                        | Partito Democratico                       | Francesco Laratta                  |                                                                                             |
| XXIII - Calabria                        | Partito Democratico                       | Doris Lo Moro                      |                                                                                             |
| XXIII - Calabria                        | Partito Democratico                       | Maria Grazia Laganà Fortugno       |                                                                                             |
| XXIII - Calabria                        | Partito Democratico                       | Cesare Marini                      |                                                                                             |
| XXIII - Calabria                        | Unione di Centro                          | Mario Tassone                      | In sostituzione di Pier Ferdinando Casini che ha optato per altra circoscrizione            |
| XXIII - Calabria                        | Unione di Centro                          | Roberto Occhiuto                   | In sostituzione di Giuseppe Naro che ha optato per altra circoscrizione                     |
| XXIII - Calabria                        | Italia dei Valori                         | Aurelio Salvatore Misiti           | In sostituzione di Antonio Di Pietro che ha optato per altra circoscrizione                 |
| XXIII - Calabria                        | Movimento per l'Autonomia                 | Elio Vittorio Belcastro            | In sostituzione di Raffaele Lombardo eletto presidente della Regione Siciliana              |
| XXIV - Sicilia 1                        | Popolo della Libertà                      | Gianfranco Micciché                |                                                                                             |
| XXIV - Sicilia 1                        | Popolo della Libertà                      | Angelino Alfano                    |                                                                                             |
| XXIV - Sicilia 1                        | Popolo della Libertà                      | Giuseppe Scalia                    |                                                                                             |
| XXIV - Sicilia 1                        | Popolo della Libertà                      | Enrico La Loggia                   |                                                                                             |
| XXIV - Sicilia 1                        | Popolo della Libertà                      | Giuseppe Fallica                   |                                                                                             |
| XXIV - Sicilia 1                        | Popolo della Libertà                      | Dore Misuraca                      |                                                                                             |
| XXIV - Sicilia 1                        | Popolo della Libertà                      | Antonino Lo Presti                 |                                                                                             |
| XXIV - Sicilia 1                        | Popolo della Libertà                      | Giuseppe Francesco Maria Marinello |                                                                                             |
| XXIV - Sicilia 1                        | Popolo della Libertà                      | Gaspare Giudice                    |                                                                                             |
| XXIV - Sicilia 1                        | Popolo della Libertà                      | Vincenzo Antonio Fontana           |                                                                                             |
| XXIV - Sicilia 1                        | Popolo della Libertà                      | Nicolò Cristaldi                   |                                                                                             |
| XXIV - Sicilia 1                        | Popolo della Libertà                      | Alessandro Saro Alfonso Pagano     | In sostituzione di Silvio Berlusconi che ha optato per altra circoscrizione                 |
| XXIV - Sicilia 1                        | Popolo della Libertà                      | Gabriella Giammanco                | In sostituzione di Gianfranco Fini che ha optato per altra circoscrizione                   |
| XXIV - Sicilia 1                        | Partito Democratico                       | Alessandra Siragusa                |                                                                                             |
| XXIV - Sicilia 1                        | Partito Democratico                       | Angelo Capodicasa                  |                                                                                             |
| XXIV - Sicilia 1                        | Partito Democratico                       | Sergio Antonio D'Antoni            |                                                                                             |
| XXIV - Sicilia 1                        | Partito Democratico                       | Pierdomenico Martino               |                                                                                             |
| XXIV - Sicilia 1                        | Partito Democratico                       | Daniela Cardinale                  |                                                                                             |
| XXIV - Sicilia 1                        | Partito Democratico                       | Enzo Carra                         |                                                                                             |
| XXIV - Sicilia 1                        | Partito Democratico                       | Antonino Russo                     | In sostituzione di Giuseppe Fioroni che ha optato per altra circoscrizione                  |
| XXIV - Sicilia 1                        | Unione di Centro                          | Francesco Saverio Romano           |                                                                                             |
| XXIV - Sicilia 1                        | Unione di Centro                          | Calogero Mannino                   |                                                                                             |
| XXIV - Sicilia 1                        | Unione di Centro                          | Giuseppe Ruvolo                    | In sostituzione di Pier Ferdinando Casini che ha optato per altra circoscrizione            |
| XXIV - Sicilia 1                        | Movimento per l'Autonomia                 | Nicola Leanza                      | In sostituzione di Raffaele Lombardo eletto presidente della Regione Siciliana              |
| XXIV - Sicilia 1                        | Italia dei Valori                         | Ignazio Messina                    | In sostituzione di Leoluca Orlando che ha optato per altra circoscrizione                   |
| XXIV - Sicilia 2                        | Popolo della Libertà                      | Antonio Martino                    |                                                                                             |
| XXIV - Sicilia 2                        | Popolo della Libertà                      | Stefania Prestigiacomo             |                                                                                             |
| XXIV - Sicilia 2                        | Popolo della Libertà                      | Carmelo Briguglio                  |                                                                                             |
| XXIV - Sicilia 2                        | Popolo della Libertà                      | Umberto Scapagnini                 |                                                                                             |
| XXIV - Sicilia 2                        | Popolo della Libertà                      | Francesco Stagno D'Alcontres       |                                                                                             |
| XXIV - Sicilia 2                        | Popolo della Libertà                      | Basilio Catanoso                   |                                                                                             |
| XXIV - Sicilia 2                        | Popolo della Libertà                      | Giuseppe Palumbo                   |                                                                                             |
| XXIV - Sicilia 2                        | Popolo della Libertà                      | Antonino Salvatore Germanà         |                                                                                             |
| XXIV - Sicilia 2                        | Popolo della Libertà                      | Benedetto Fabio Granata            |                                                                                             |
| XXIV - Sicilia 2                        | Popolo della Libertà                      | Antonino Minardo                   |                                                                                             |
| XXIV - Sicilia 2                        | Popolo della Libertà                      | Ugo Maria Gianfranco Grimaldi      |                                                                                             |
| XXIV - Sicilia 2                        | Popolo della Libertà                      | Barbara Saltamartini               |                                                                                             |
| XXIV - Sicilia 2                        | Popolo della Libertà                      | Vincenzo Gibiino                   |                                                                                             |
| XXIV - Sicilia 2                        | Popolo della Libertà                      | Salvatore Torrisi                  | In sostituzione di Silvio Berlusconi che ha optato per altra circoscrizione                 |
| XXIV - Sicilia 2                        | Popolo della Libertà                      | Vincenzo Garofalo                  | In sostituzione di Gianfranco Fini che ha optato per altra circoscrizione                   |
| XXIV - Sicilia 2                        | Partito Democratico                       | Giuseppe Berretta                  |                                                                                             |
| XXIV - Sicilia 2                        | Partito Democratico                       | Francantonio Genovese              |                                                                                             |
| XXIV - Sicilia 2                        | Partito Democratico                       | Rita Bernardini                    |                                                                                             |
| XXIV - Sicilia 2                        | Partito Democratico                       | Ricardo Franco Levi                |                                                                                             |
| XXIV - Sicilia 2                        | Partito Democratico                       | Marco Causi                        |                                                                                             |
| XXIV - Sicilia 2                        | Partito Democratico                       | Giovanni Mario Salvino Burtone     |                                                                                             |
| XXIV - Sicilia 2                        | Partito Democratico                       | Marilena Samperi                   | In sostituzione di Walter Veltroni che ha optato per altra circoscrizione                   |
| XXIV - Sicilia 2                        | Movimento per l'Autonomia                 | Carmelo Lo Monte                   |                                                                                             |
| XXIV - Sicilia 2                        | Movimento per l'Autonomia                 | Angelo Salvatore Lombardo          |                                                                                             |
| XXIV - Sicilia 2                        | Movimento per l'Autonomia                 | Roberto Mario Sergio Commercio     | In sostituzione di Raffaele Lombardo eletto presidente della Regione Siciliana              |
| XXIV - Sicilia 2                        | Unione di Centro                          | Giuseppe Naro                      | In sostituzione di Lorenzo Cesa che ha optato per altra circoscrizione                      |
| XXIV - Sicilia 2                        | Unione di Centro                          | Giuseppe Drago                     | In sostituzione di Rocco Buttiglione che ha optato per altra circoscrizione                 |
| XXIV - Sicilia 2                        | Italia dei Valori                         | Domenico Scilipoti                 | In sostituzione di Leoluca Orlando che ha optato per altra circoscrizione                   |
| XXVI - Sardegna                         | Popolo della Libertà                      | Mauro Pili                         |                                                                                             |
| XXVI - Sardegna                         | Popolo della Libertà                      | Bruno Murgia                       |                                                                                             |
| XXVI - Sardegna                         | Popolo della Libertà                      | Salvatore Cicu                     |                                                                                             |
| XXVI - Sardegna                         | Popolo della Libertà                      | Giuseppe Cossiga                   |                                                                                             |
| XXVI - Sardegna                         | Popolo della Libertà                      | Carmelo Porcu                      |                                                                                             |
| XXVI - Sardegna                         | Popolo della Libertà                      | Piero Testoni                      |                                                                                             |
| XXVI - Sardegna                         | Popolo della Libertà                      | Settimo Nizzi                      |                                                                                             |
| XXVI - Sardegna                         | Popolo della Libertà                      | Luca Giorgio Barbareschi           | In sostituzione di Silvio Berlusconi che ha optato per altra circoscrizione                 |
| XXVI - Sardegna                         | Popolo della Libertà                      | Paolo Vella                        | In sostituzione di Gianfranco Fini che ha optato per altra circoscrizione                   |
| XXVI - Sardegna                         | Partito Democratico                       | Arturo Mario Luigi Parisi          |                                                                                             |
| XXVI - Sardegna                         | Partito Democratico                       | Amalia Schirru                     |                                                                                             |
| XXVI - Sardegna                         | Partito Democratico                       | Paolo Fadda                        |                                                                                             |
| XXVI - Sardegna                         | Partito Democratico                       | Caterina Pes                       |                                                                                             |
| XXVI - Sardegna                         | Partito Democratico                       | Giulio Calvisi                     |                                                                                             |
| XXVI - Sardegna                         | Partito Democratico                       | Siro Marrocu                       |                                                                                             |
| XXVI - Sardegna                         | Partito Democratico                       | Guido Melis                        |                                                                                             |
| XXVI - Sardegna                         | Unione di Centro                          | Giorgio Oppi                       | In sostituzione di Pier Ferdinando Casini che ha optato per altra circoscrizione            |
| XXVI - Sardegna                         | Italia dei Valori                         | Federico Palomba                   | In sostituzione di Antonio Di Pietro che ha optato per altra circoscrizione                 |
| XXVII - Valle d'Aosta                   | Autonomie Liberté Démocratie              | Roberto Rolando Nicco              |                                                                                             |
| A - Europa                              | Partito Democratico                       | Franco Narducci                    |                                                                                             |
| A - Europa                              | Partito Democratico                       | Laura Garavini                     |                                                                                             |
| A - Europa                              | Partito Democratico                       | Gianni Farina                      |                                                                                             |
| A - Europa                              | Popolo della Libertà                      | Aldo Di Biagio                     |                                                                                             |
| A - Europa                              | Popolo della Libertà                      | Guglielmo Picchi                   |                                                                                             |
| A - Europa                              | Italia dei Valori                         | Antonio Razzi                      |                                                                                             |
| B - Sud America                         | Movimento Associativo Italiani all'Estero | Ricardo Antonio Merlo              |                                                                                             |
| B - Sud America                         | Popolo della Libertà                      | Giuseppe Angeli                    |                                                                                             |
| B - Sud America                         | Partito Democratico                       | Fabio Porta                        |                                                                                             |
| C - Nord - Centro America               | Popolo della Libertà                      | Amato Berardi                      |                                                                                             |
| C - Nord - Centro America               | Partito Democratico                       | Gino Bucchino                      |                                                                                             |
| D - Africa - Asia - Oceania - Antartide | Partito Democratico                       | Marco Fedi                         |                                                                                             |